# Okáč bojínkový
Okáč bojínkový (Melanargia galathea) je středně velký motýl z čeledi babočkovitých. Okáč bojínkový dosahuje celkové velikosti 37–52 mm při délce předního křídla 23–28 mm. Projevuje se u něj pohlavní dimorfismus, který je dobře pozorovatelný na spodní straně křídel – samci je mají bílé s šedou až černou kresbou a samice mají křídla žlutavá s hnědými skvrnami. Jak samci, tak samice mají na spodní straně křídel drobná očka, na svrchní straně jsou křídla černá s bílými skvrnami.

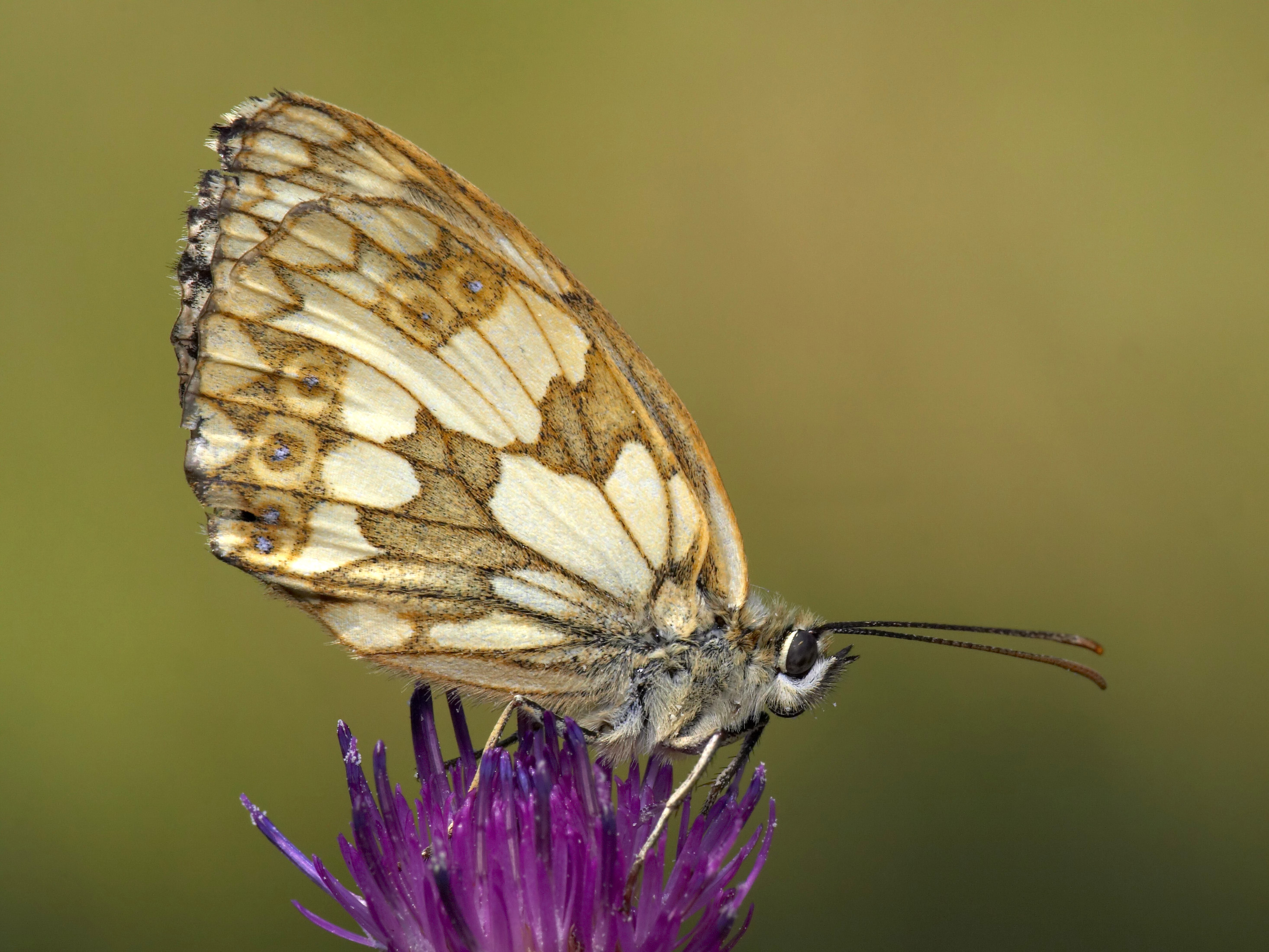
samice
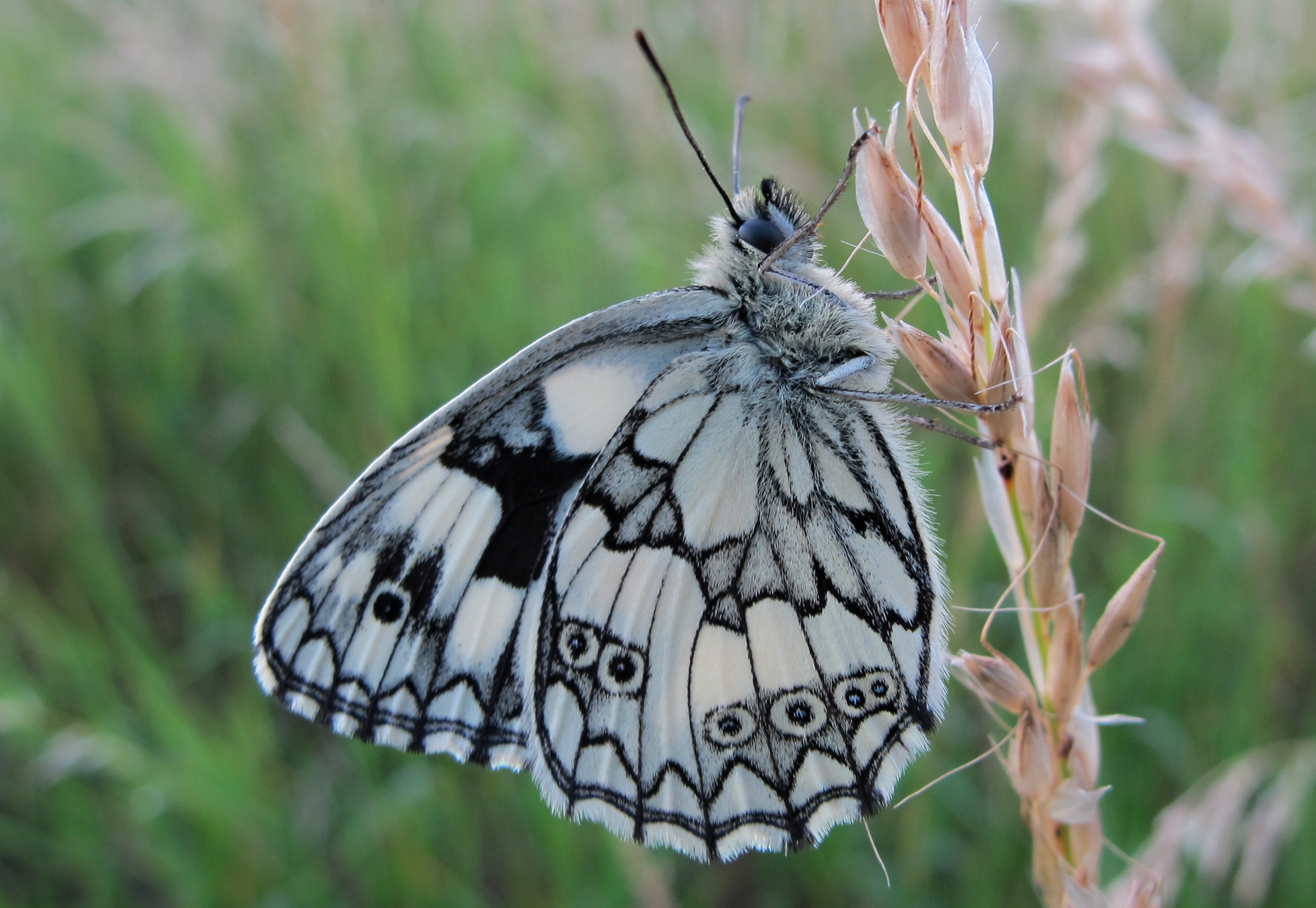
samec
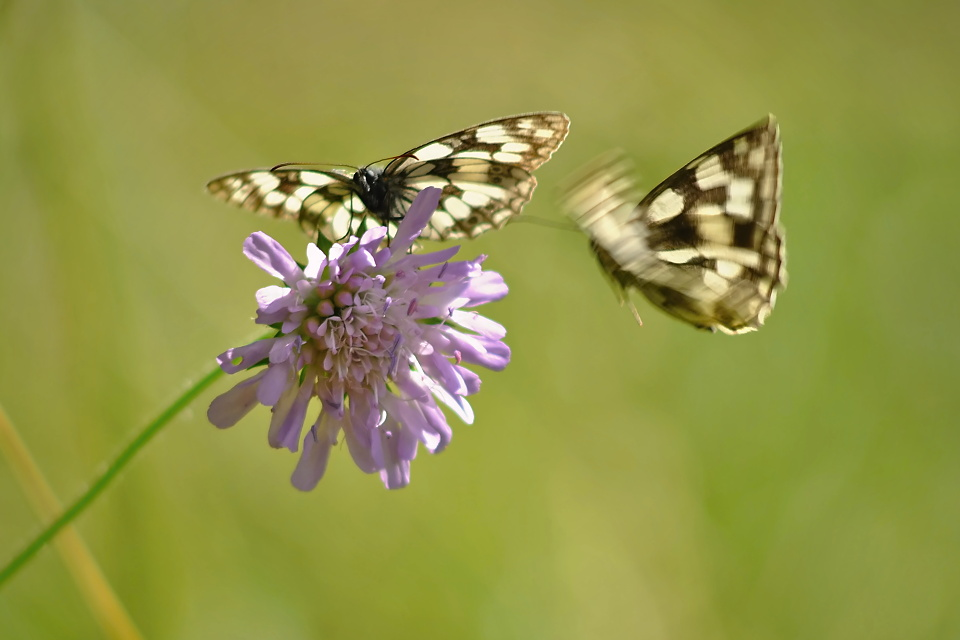
souboj dvou samců
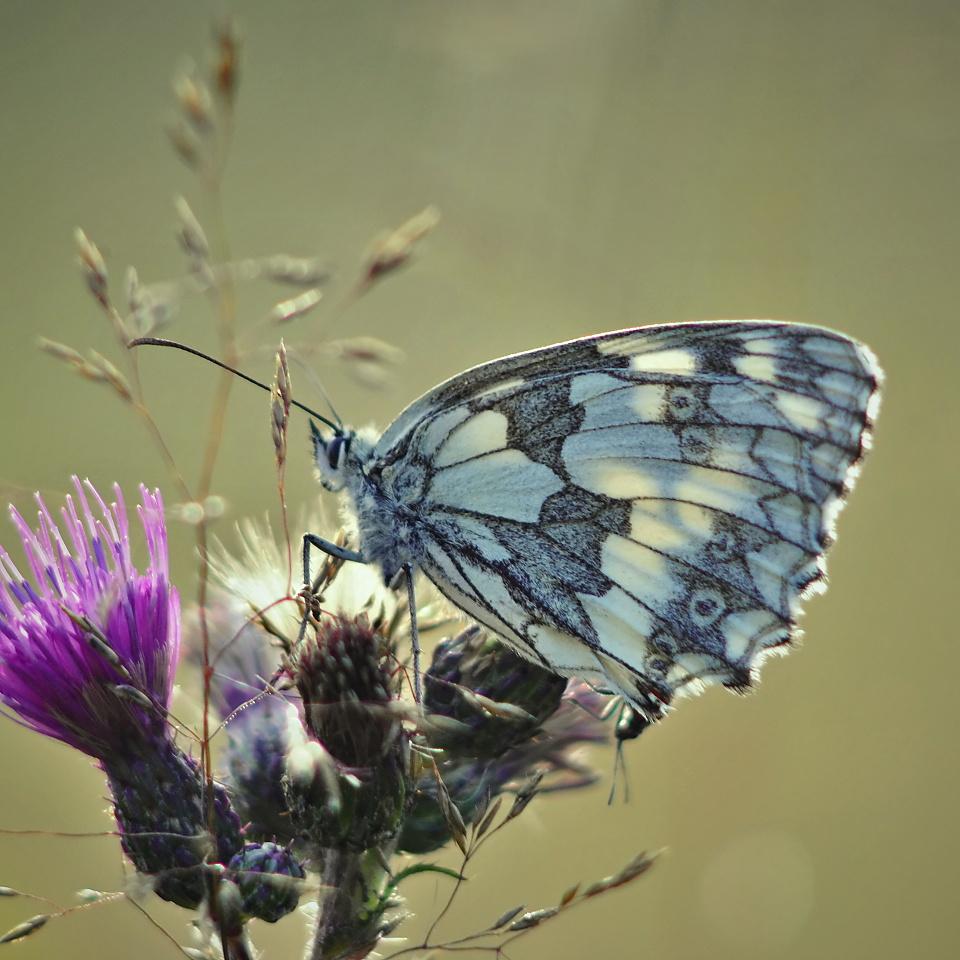
samec
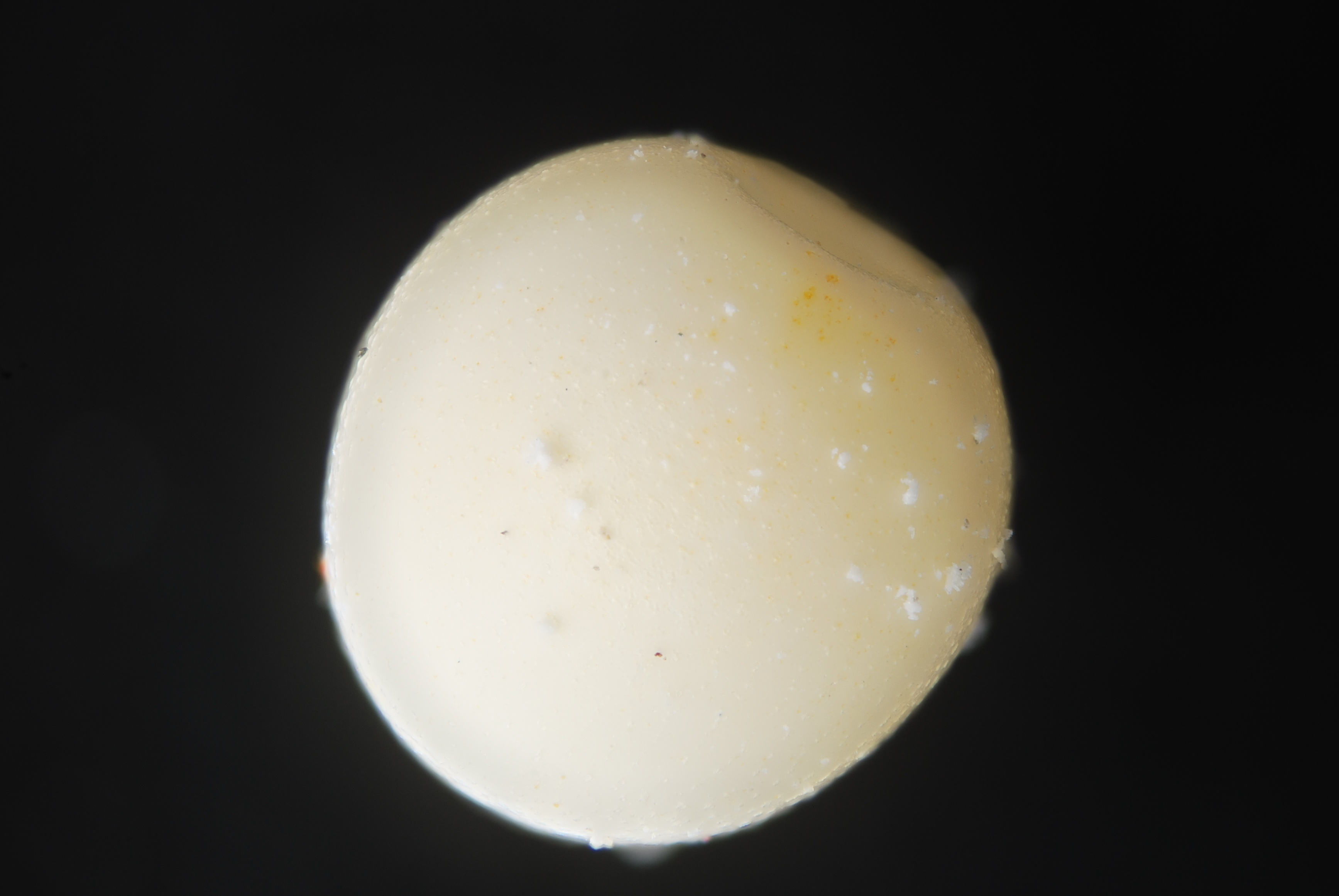
vajíčko

## Vědecká synonyma
- Papilio galathea Linné, 1758
- Agapetes galathea (Linné, 1758)

## Rozšíření
Okáč bojínkový je v ČR běžný druh, který se vyskytuje až do nejvyšších poloh. Okáč bojínkový se vyskytuje na osluněných i podmáčených loukách a lesních paloucích, kde rostou pcháče, bodláky a chrpy, jejichž nektarem se motýli živí. Rozšířený je na evropském kontinentu, v severní Africe, jižní části Ruska (a na Kavkazu) a dokonce i v Íránu a Japonsku.

## Životní cyklus
Motýli se vyskytují od konce května do srpna. Okáč bojínkový má jednu generaci ročně. Samičky kladou vajíčka tak, že prudce vzlétnou a zároveň vajíčko upustí do trávy. Housenky jsou charakteristické svým hustým ochlupením a mají zelenavě žlutou barvu. Žijí samostatně, přes den jsou ukryté u kořenů travin, kterými se živí (zejm. bojínku, kostřavy, sveřepu vzpřímeného nebo válečky), s večerem pak vylézají k žíru. Studené období roku přezimují a na jaře se kuklí přímo na rostlinách.